# وادي الكدية
وادي الكُدية (بالإسبانية: Valle de Alcudia) نسبة لنهر الكدية الذي يبعد 75 كيلومترًا هي منطقة ذات قيمة بيئية كبيرة في مقاطعة ثيوداد ريال في إسبانيا. كما أنها تشكل مجتمعًا يسمى جمعية التنمية المستدامة. الوادي هو يعرض 1200 كيلومتر مربع ويمتد من الغرب إلى الشرق في جنوب مقاطعة سيوداد ريال ويمتد لأكثر من 100 كيلومتر. توجد في أراضيها مناجم سان كوينتين القديمة ، والتي كانت تعمل بين عامي 1884 و 1934.